# Delegacja Miejska

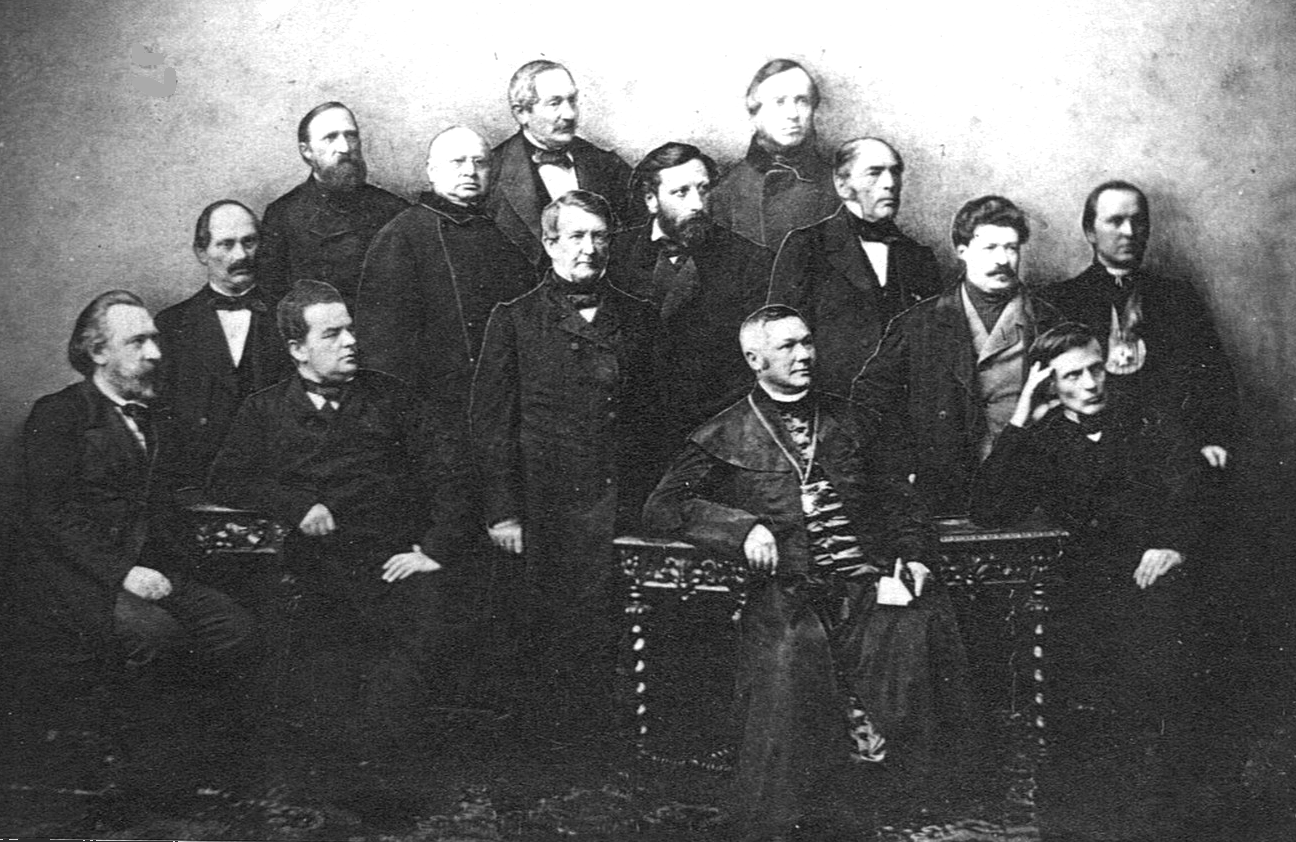
Die Mitglieder des Komitees auf einer Positivfotomontage von Karol Beyer (1861)

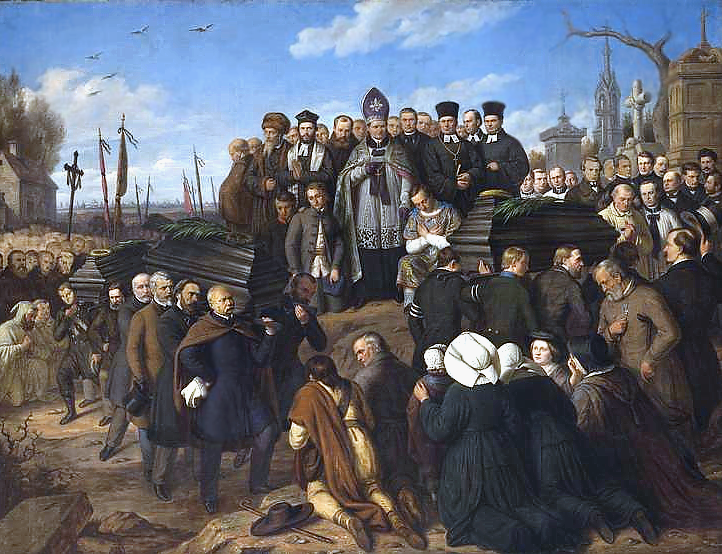
Die von der Delegation organisierte Beerdigung der fünf erschossenen Demonstranten am 2. März 1861. Gemälde von Aleksander Lesser

Delegacja Miejska (deutsch: Städtische Delegation, auch als Stadtdelegation bezeichnet) war ein am 27. Februar 1861 in Warschau gebildetes Komitee, dass zur Beruhigung der angespannten Lage zwischen der polnischen Bevölkerung und den russischen Besatzern beitragen sollte. Die Delegation wurde bereits nach kurzer Zeit wieder aufgelöst.

## Geschichte
Am 25. Februar 1861 hatte die Russische Armee während eines Protestes von polnischen Patrioten auf der Warschauer Straße Krakowskie Przedmieście mehrere Demonstranten erschossen. Um Ausschreitungen von polnischer Seite zu verhindern, wurde zwei Tage später eine Delegation – bestehend aus 14 Warschauern verschiedener Berufsgruppen – gegründet. Zu den Komiteemitgliedern gehörten bekannte Persönlichkeiten wie der Bankier Leopold Stanisław Kronenberg, der Schriftsteller Józef Ignacy Kraszewski, der Arzt Tytus Chałubiński, der Fotograf Karol Beyer, der Kaufmann Franciszek Ksawery Szlenkier und der Rabbi Dow Ber Meisels. Die weiteren Mitglieder waren Teofil Piotrowski, August Trzetrzewiński, Mathias Rosen, Józef Koenig, Jakub Lewiński, P. Józef Stecki, Jakub Piotrowski, Stanisław Hiszpański und P. Jożef Wyszyński.
Die Delegation berief eine Bürgerwehr, die die öffentliche Ordnung aufrechterhielt und so die bei der Bevölkerung verhassten russischen Truppen ersetzte, die bis dahin in den Straßen patrouilliert hatten. Die Bürgerwehr sollte beruhigend auf die aufgebrachten Bewohner Warschaus einwirken.
Am 28. Februar 1861 verfasste die Delegation gemeinsam mit Vertretern der eher konservativen Agrargesellschaft (poln.: Towarzystwo Rolnicze w Królestwie Polskim) eine Erklärung an den Zaren Alexander II., die der polnische Vizekönig (“Namiestnik”) Michail Dmitrijewitsch Gortschakow in Vertretung entgegennahm. Die Erklärung verwies auf den innigen Wunsch der Polen, wie andere europäische Staaten ein selbstverwaltetes Gemeinwesen zu haben.
Am 2. März 1861 sorgte die Delegation für eine friedliche Beisetzung der fünf bei der Demonstration am 25. Februar Getöteten auf dem Warschauer Powązki-Friedhof. Am 17. März führten Vertreter der Delegation Verhandlungen zur Freilassung politischer Häftlinge, die im Gefängnis der Warschauer Zitadelle festgehalten wurden.
Das Komitee stand während der kurzen Dauer seines Bestehens unter ständigem Druck beider Seiten – sowohl der polnischen Nationalisten wie der russischen Besatzungsmacht. Am 3. April wurde die Delegation auf Befehl des Zaren wieder aufgelöst. Die etwa fünfwöchige Zeit einer teilweisen polnischen Selbstverwaltung der Stadt Warschau wurde als Polskie czasy (Polnische Zeiten) bezeichnet. Die Spannungen zwischen der polnischen Bevölkerung und dem russischen Regime sollten zu Beginn des Jahres 1863 zum Ausbruch des Januaraufstandes führen.